# Односи Југославије и Анголе
Односи Југославије и Анголе су били историјски спољни односи између Анголе и Социјалистичке Федеративне Републике Југославије. Током Хладног рата обе земље су активно учествовале у раду Покрета несврстаних.

## Историјат
Југославија је званично признала независност Анголе само дан након њеног проглашења 1975. године. Те исте године успостављени су и дипломатски односи. Неформални односи почели су раније отварањем Информативног бироа МПЛА у Београду, који је служио као неформална амбасада Анголе и где је Југославија стипендирала кадрове МПЛА.
У време португалског колонијалног рата Југославија је пружала војну и друге облике помоћи ослободилачким покретима широм Африке. Југословенска подршка деколонизационим покретима у Африци утицала је на односе Југославије са суперсилама, али је такође била мотивисана њеним ривалством са Кубом над вођством у Покрету несврстаних. Године 1976. Председник Југославије Јосип Броз Тито је експлицитно подржао кубанску интервенцију у Анголи упркос опозицији из Сједињених Држава. Председник Анголе Агостињо Нето посетио је Југославију 1968, 1971, 1973. и 1977. док је премијер Анголе Лопо до Насименто посетио Југославију 1976. године. Југославија је пружила финансијску и материјалну подршку МПЛА, укључујући 14 милиона долара 1977, као и југословенско безбедносно особље у земљи и дипломатску обуку Анголаца у Београду. Амбасадор Сједињених Америчких Држава у Југославији је писао о југословенским односима са МПЛА и приметио: „Тито очигледно ужива у својој улози патријарха герилске ослободилачке борбе“. Агостињо Нето, вођа МПЛА током грађанског рата, изјавио је 1977. да је помоћ Југославије била стална и чврста, и описао помоћ као изванредну.